# كورنينغ إنكوربوريتد
كورنينغ إنكوربوريتد (بالإنجليزية: Corning Incorporated)‏ هي شركة أمريكية مصنعة للزجاج وخزف والمواد المتعلقة به. للإستخدام في المقام الأول في التطبيقات الصناعية والعلمية. الشركة كانت معروفة باسم كورنينغ للأعمال الزجاجية حتى عام 1989 عندما غيرت إسمها إلى كورنينج إنكوربوريتد.